# Canton de Mont-Louis
Le canton de Mont-Louis est une ancienne circonscription électorale française située dans le département des Pyrénées-Orientales et la région Languedoc-Roussillon. Supprimé depuis le redécoupage cantonal de 2014, ses communes sont intégrées au Canton des Pyrénées catalanes.

## Histoire
Le canton est créé en 1793 sous le nom de canton de Mont-Libre, correspondant à la désignation de son chef-lieu durant la période révolutionnaire. Il prend le nom de canton de Mont-Louis à partir de 1801. Il est constitué à partir de communes détachées de deux autres cantons, :
- Mont-Louis, La Cabanasse, Caudiès-de-Conflent, Els Cortals, Fontpédrouse, La Llagonne, Planès, Prats-Saint-Thomas, Saint-Pierre-dels-Forcats et Sauto viennent du canton d'Olette.
- Bolquère vient du canton de Saillagouse.

À sa création, le canton compte donc onze communes.
En 1801, à la suite de la dissolution du canton de Formiguères, le canton de Mont-Louis récupère les communes de Formiguères, Les Angles, Fontrabiouse, Matemale, Puyvalador et Réal et compte désormais dix-sept communes.
En 1822, Prats-Saint-Thomas est rattachée à Fontpédrouse et Els Cortals à La Llagonne. Le canton compte désormais quinze communes, effectuel actuel.

## Composition
Le canton de Mont-Louis groupe 15 communes :
| Nom                       | Code Insee | Intercommunalité      | Superficie (km2) | Population (dernière pop. légale) | Densité (hab./km2) |
| ------------------------- | ---------- | --------------------- | ---------------- | --------------------------------- | ------------------ |
| Mont-Louis (chef-lieu)    | 66117      | CC Pyrénées catalanes | 0,39             | 179 (2014)                        | 459                |
| Les Angles                | 66004      | CC Pyrénées catalanes | 43,20            | 529 (2014)                        | 12                 |
| Bolquère                  | 66020      | CC Pyrénées catalanes | 17,61            | 799 (2014)                        | 45                 |
| La Cabanasse              | 66027      | CC Pyrénées catalanes | 3,26             | 670 (2014)                        | 206                |
| Caudiès-de-Conflent       | 66047      | CC Pyrénées catalanes | 6,50             | 17 (2014)                         | 2,6                |
| Fontpédrouse              | 66080      | CC Conflent Canigó    | 64,35            | 129 (2014)                        | 2                  |
| Fontrabiouse              | 66081      | CC Pyrénées catalanes | 15,57            | 135 (2014)                        | 8,7                |
| Formiguères               | 66082      | CC Pyrénées catalanes | 46,88            | 447 (2014)                        | 9,5                |
| La Llagonne               | 66098      | CC Pyrénées catalanes | 23,09            | 230 (2014)                        | 10                 |
| Matemale                  | 66105      | CC Pyrénées catalanes | 18,88            | 272 (2014)                        | 14                 |
| Planès                    | 66142      | CC Pyrénées catalanes | 14,24            | 54 (2014)                         | 3,8                |
| Puyvalador                | 66154      | CC Pyrénées catalanes | 19,46            | 73 (2014)                         | 3,8                |
| Réal                      | 66159      | CC Pyrénées catalanes | 10,45            | 64 (2014)                         | 6,1                |
| Saint-Pierre-dels-Forcats | 66188      | CC Pyrénées catalanes | 12,81            | 266 (2014)                        | 21                 |
| Sauto                     | 66192      | CC Pyrénées catalanes | 8,43             | 93 (2014)                         | 11                 |

## Représentation

### Conseillers généraux de 1833 à 2015
| Période                                  | Période      | Identité                             | Étiquette            | Qualité |
| ---------------------------------------- | ------------ | ------------------------------------ | -------------------- | --- |
| 1833                                     | 1839         | Sauveur Colomer                      |                      | Propriétaire, maire de Err en 1830 |
| 1839                                     | 1848         | Dominique Vergès                     |                      | Médecin à Vinça - Propriétaire à Fontrabiouse |
| 1848                                     | 1852         | François Colomer                     |                      | Marchand boucher à Mont-Louis |
| 1852                                     | 1867         | Joseph Sans                          |                      | Juge de paix |
| 1867                                     | 1871         | Louis Jacomet                        |                      | Juge au Tribunal de Prades |
| 1871                                     | 1880         | Gustave Pallarès                     | Républicain          | Maire de Prades (1861-1870) |
| 1880                                     | 1893 (décès) | Joseph Blanc                         | Droite               | Maire de Mont-Louis (1873-1878 et 1888-1893) |
| 1893                                     | 1902 (décès) | Alexandre Blanc (frère du précédent) | Libéral              | Propriétaire à Mont-Louis |
| 1902                                     | 1904         | Baron Hippolyte Després              | Républicain          | Propriétaire foncier, adjoint au maire de Perpignan |
| 1904                                     | 1919         | André Vilar                          | Rad.                 | Chef de cabinet particulier du Sous-secrétaire d'État des Postes et Télégraphes                                                                                       |
| 1919                                     | 1928         | Charles-Emmanuel Brousse             |                      | Conseiller municipal de Perpignan |
| 1928                                     | 1940         | Marius Sévène                        | Rad.ind.             | Médecin Maire de Mont-Louis, conseiller d'arrondissement Nommé conseiller départemental en 1943                                                                       |
|                                          |              |                                      |                      | |
| 1945                                     | 1961         | Charles Bourrat (1884-1964)          | SFIO                 | Avocat Ancien préfet de la Moselle |
| 1961                                     | 1973         | Vincent Chicheil                     | UNR puis UDR         | Maire de Saint-Pierre-dels-Forcats |
| 1973                                     | 1985         | Guy Malé                             | PS puis MRG puis UDF | Directeur technique président du conseil général (1982-1987) sénateur (1983-1987) maire de Bolquère (1977-1983), maire de Prades Elu en 1985 dans le canton de Prades |
| 1985                                     | 1992         | Antoine Sabaté-Bigorre               | DVD                  | Maire de Mont-Louis (1983-2001) |
| 1992                                     | 2004         | Raymond Trilles                      | DVG                  | Commerçant, maire de Matemale |
| 2004                                     | 2011         | Christian Blanc                      | DVD                  | Commerçant puis cadre à la station de ski Maire des Angles (1989-2014)                                                                                                |
| 2011                                     | 2015         | Pierre Bataille                      | DVD                  | Artisan, maire de Fontrabiouse |
| Les données manquantes sont à compléter. |              |                                      |                      | |

### Historique des élections

#### Élection de 2004
Les élections cantonales de 2004 ont eu lieu les dimanches 21 et 28 mars 2004. 
Abstention : 29,20 % au premier tour ; 21,97 % au second tour.
| Candidat        | Parti | %       | Voix |
| --------------- | ----- | ------- | ---- |
| Christian Blanc | SE    | 54,65 % | 1499 |
| Raymond Trilles | PS    | 45,35 % | 1244 |

### Conseillers d'arrondissement (de 1833 à 1940)
| Période                                  | Période      | Identité                                    | Étiquette   | Qualité |
| ---------------------------------------- | ------------ | ------------------------------------------- | ----------- | --- |
| 1833                                     | 1836         | Bonaventure Vigo-Grau                       |             | Propriétaire à Quez                                                                                         |
| 1836                                     | 1847 (décès) | Michel Aldebert (1776-1847)                 |             | Négociant à Mont-Louis                                                                                      |
|                                          |              |                                             |             | |
| 1889                                     | 1898 (décès) | Jean-Baptiste Merlat (1825-1898)            | Républicain | Notaire, maire de Formiguères (1892-1896)                                                                   |
| 1898                                     |              | Louis Merlat (fils du précédent, 1862-1948) | Républicain | Notaire à Formiguères                                                                                       |
|                                          |              |                                             |             | |
| 1925                                     | 1928         | Marius Sevène                               | Radical     | Médecin, maire de Mont-Louis                                                                                |
| 1928                                     | 1940         | Jean Aspéro                                 | Radical     | Propriétaire, maire de La Llagonne                                                                          |
| 1940                                     |              |                                             |             | Les conseils d'arrondissement ont été suspendus par la loi du 12 octobre 1940 et n'ont jamais été réactivés |
| Les données manquantes sont à compléter. |              |                                             |             | |

## Démographie
| 1962  | 1968  | 1975  | 1982  | 1990  | 1999  | 2006  | 2011  | 2012  |
| ----- | ----- | ----- | ----- | ----- | ----- | ----- | ----- | ----- |
| 2 564 | 2 719 | 2 778 | 3 045 | 3 387 | 3 850 | 4 170 | 4 001 | 3 970 |